# Юрмановка
Юрмановка (рос. Юрмановка) — присілок в Козельському районі Калузької області Російської Федерації.
Населення становить 1 особу. Входить до складу муніципального утворення Присілок Сеніно-Перше.

## Історія
Від 2004 року входить до складу муніципального утворення Присілок Сеніно-Перше.

## Населення
| 2002 | 2010 |
| ---- | ---- |
| 0    | ↗1   |